# Ulrika Holmquist
Anna Viktoria Ulrika Holmquist , född 12 juli 1993 i Örgryte, är en svensk galoppjockey.
Hon var bland de främsta i jockeychampionatet i Sverige 2024 med över 20 miljoner kronor inridet i karriären till februari 2025. Hennes hemmabana är på Bro Park utanför Stockholm, Sverige.  År 2023 blev hon veterinär efter examen vid Sveriges lantbruksuniversitet. 
Holmquist började sin karriär som lärlingsjockey på Nya Zeeland där hon red två säsonger som lärling innan hon återvände till Sverige.
Holmquist har ridit över 3000 lopp och 343 vinnare. Hon har tävlingsridit lopp i Sverige, Norge, Danmark, Spanien, Frankrike, USA, Saudiarabien, Förenta Arabemiraten och Nya Zeeland.
Holmquists största seger i karriären kom 2024 i Norges största hästkapplöpning Marit Sveaas Minneløp (G3) på hästen Chianti. Hon var första kvinna att bli Championjockey på Bro Park år 2021 och första svenska kvinna att rida under Dubai World Cup carnival, Meydan, på svensktränade Uschchaishravas i UAE Oaks där hon slutade femma.  
Holmquist medverkar i serien Fria Tøyler som sänds våren 2025 på streamingservicen ViaPlay.

## Större segrar i urval
| År             | Löp                                   | Häst            | Tränare         | Grupp   |
| -------------- | ------------------------------------- | --------------- | --------------- | ------- |
| 2019           | Svenskt 2000 Guineas                  | Arabianranta    | Annika Sjökvist |         |
| 2019           | Stockholm Fillies and mares           | High As A Kite  | Jan Björndal    | Listed  |
| 2019 2023 2024 | Campeonato Internactional de jocketas |                 |                 |         |
| 2023           | Stockholm Fillies and mares           | Little Arabella | Patrick Wahl    | Listed  |
| 2024           | Thorndon Mile                         | Lady Telena     | Kenny Moore     | Grupp 1 |
| 2024           | Marit Sveaas Minneløp                 | Chianti         | Niels Petersen  | Grupp 3 |